# Gruzja na Letnich Igrzyskach Olimpijskich 2016
Gruzja na Letnich Igrzyskach Olimpijskich 2016 – występ kadry sportowców reprezentujących Gruzję na igrzyskach olimpijskich w Rio de Janeiro. Reprezentacja liczyła 40 zawodników – 30 mężczyzn i 10 kobiet. Był to szósty start reprezentacji Gruzji na letnich igrzyskach olimpijskich.

## Zdobyte medale
| Medal  | Zawodnik                 | Dyscyplina           | Konkurencja                                    | Rezultat                                                                                     | Data        | Źródło                   |
| ------ | ------------------------ | -------------------- | ---------------------------------------------- | -------------------------------------------------------------------------------------------- | ----------- | ------------------------ |
| Złoto  | Lasza Talachadze         | Podnoszenie ciężarów | + 105 kg mężczyzn                              | 473 kg                                                                                       | 16 sierpnia | [ 1 ] [ 2 ] [ 3 ] [ 4 ]  |
| Złoto  | Wladimer Chinczegaszwili | Zapasy               | - 57 kg w stylu wolnym mężczyzn                | W finale wygrał z reprezentantem Japonii Rei Higuchi 4:3                                     | 19 sierpnia | [ 5 ] [ 6 ] [ 7 ]        |
| Srebro | Warlam Liparteliani      | Judo                 | kategoria do 90 kg mężczyzn                    | W finale przegrał z reprezentantem Japonii Mashu Baker 000:001                               | 10 sierpnia | [ 8 ] [ 9 ] [ 10 ]       |
| Brąz   | Lasza Szawdatuaszwili    | Judo                 | kategoria do 73 kg mężczyzn                    | W pojedynku o brązowy medal wygrał z reprezentantem Izraela Sagi Muki 100:000                | 8 sierpnia  | [ 8 ] [ 11 ] [ 12 ]      |
| Brąz   | Szmagi Bolkwadze         | Zapasy               | kategoria do 66 kg w stylu klasycznym mężczyzn | W pojedynku o brązowy medal wygrał z reprezentantem Japonii Tomohiro Inoue 3:0               | 16 sierpnia | [ 13 ] [ 14 ] [ 15 ]     |
| Brąz   | Irakli Turmanidze        | Podnoszenie ciężarów | + 105 kg mężczyzn                              | 448 kg                                                                                       | 16 sierpnia | [ 1 ] [ 16 ] [ 3 ] [ 4 ] |
| Brąz   | Geno Petriaszwili        | Zapasy               | kategoria do 125 kg w stylu wolnym mężczyzn    | W pojedynku o brązowy medal wygrał z reprezentantem Stanów Zjednoczonych Tervel Dlagnev 10:0 | 20 sierpnia | [ 17 ] [ 18 ] [ 19 ]     |

## Reprezentanci

### Gimnastyka

#### Gimnastyka artystyczna
| Zawodniczka   | Konkurencja           | Kwalifikacje | Kwalifikacje | Kwalifikacje | Kwalifikacje | Kwalifikacje | Kwalifikacje | Finał    | Finał    | Finał    | Finał    | Finał | Finał   | Źródło |
| Zawodniczka   | Konkurencja           | Przyrząd     | Przyrząd     | Przyrząd     | Przyrząd     | Razem        | Miejsce      | Przyrząd | Przyrząd | Przyrząd | Przyrząd | Razem | Miejsce | Źródło |
| Zawodniczka   | Konkurencja           | H            | B            | C            | R            | Razem        | Miejsce      | H        | B        | C        | R        | Razem | Miejsce | Źródło |
| ------------- | --------------------- | ------------ | ------------ | ------------ | ------------ | ------------ | ------------ | -------- | -------- | -------- | -------- | ----- | ------- | ------ |
| Salome Pażawa | wielobój indywidualny | 17,233       | 17,783       | 17,433       | 16,666       | 69,15        | 14.          | NQ       | NQ       | NQ       | NQ       | NQ    | 14.     | [ 20 ] |

#### Skoki na trampolinie
Kobiety
| Zawodniczka   | Konkurencja   | Kwalifikacje      | Kwalifikacje  | Kwalifikacje | Kwalifikacje | Finał    | Finał     | Finał  | Finał  | Finał   | Źródło |
| Zawodniczka   | Konkurencja   | Układ obowiązkowy | Układ dowolny | Razem        | Miejsce      | Trudność | Wykonanie | Lot    | Razem  | Miejsce | Źródło |
| ------------- | ------------- | ----------------- | ------------- | ------------ | ------------ | -------- | --------- | ------ | ------ | ------- | ------ |
| Luba Golowina | indywidualnie | 47,080            | 51,205        | 98,285       | 8. Q         | 14,400   | 21,300    | 15,310 | 51,010 | 7.      | [ 21 ] |

### Judo
Mężczyźni
| Zawodnik              | Konkurencja | 1/32             | 1/16                  | 1/8                   | Ćwierćfinał           | Półfinał           | Repasaż           | Finał/BM            | Finał/BM | Źródło              |
| Zawodnik              | Konkurencja | Przeciwnik Wynik | Przeciwnik Wynik      | Przeciwnik Wynik      | Przeciwnik Wynik      | Przeciwnik Wynik   | Przeciwnik Wynik  | Przeciwnik Wynik    | Pozycja  | Źródło              |
| --------------------- | ----------- | ---------------- | --------------------- | --------------------- | --------------------- | ------------------ | ----------------- | ------------------- | -------- | ------------------- |
| Amiran Papinaszwili   | – 60 kg     | BYE              | Pessoa W 011-000      | Gerczew W 100-000     | Takatō W 100-000      | Mudranow P 000-100 | BYE               | Urozboyev P 000-001 | 5.       | [ 8 ] [ 22 ] [ 23 ] |
| Waża Margwelaszwili   | – 66 kg     | BYE              | Gomboc P 000-100      | NQ                    | NQ                    | NQ                 | NQ                | NQ                  | 17.      | [ 8 ] [ 24 ] [ 25 ] |
| Lasza Szawdatuaszwili | – 73 kg     | BYE              | Estrada W 100-000     | Repiyallage W 100-000 | Ōno P 010-000         | NQ                 | Iartcev W 100-001 | Muki W 100-000      | 3.       | [ 8 ] [ 11 ] [ 12 ] |
| Awtandil Czrikiszwili | – 81 kg     | BYE              | Morales W 001-000     | Turcios W 000-000     | Marconcini W 011-000  | Stevens P 000-100  | BYE               | Nagase P 000-001    | 5.       | [ 8 ] [ 26 ] [ 27 ] |
| Warlam Liparteliani   | – 90 kg     | BYE              | Ustopiriyon W 100-000 | Uera W 100-000        | Otgonbaatar W 000-000 | Gwak D-h W 100-000 | BYE               | Baker P 000-001     | 2.       | [ 8 ] [ 9 ] [ 10 ]  |
| Beka Ghwiniaszwili    | – 100 kg    | BYE              | Fletcher W 100-000    | Nikiforov W 101-000   | Maret P 010-000       | NQ                 | Haga P 000-000    | NQ                  | 7.       | [ 8 ] [ 28 ] [ 29 ] |
| Adam Okruaszwili      | + 100 kg    | —                | Harasawa P 000-000    | NQ                    | NQ                    | NQ                 | NQ                | NQ                  | 17.      | [ 8 ] [ 30 ] [ 31 ] |

Kobiety
| Zawodniczka | Konkurencja | 1/16                  | 1/8                 | Ćwierćfinał         | Półfinał            | Repasaż             | Finał/BM            | Finał/BM | Źródło              |
| Zawodniczka | Konkurencja | Przeciwniczka Wynik   | Przeciwniczka Wynik | Przeciwniczka Wynik | Przeciwniczka Wynik | Przeciwniczka Wynik | Przeciwniczka Wynik | Pozycja  | Źródło              |
| ----------- | ----------- | --------------------- | ------------------- | ------------------- | ------------------- | ------------------- | ------------------- | -------- | ------------------- |
| Esther Stam | – 70 kg     | Naranjargal W 011-000 | Zupancic P 000-000  | NQ                  | NQ                  | NQ                  | NQ                  | 9.       | [ 8 ] [ 32 ] [ 33 ] |

### Kajakarstwo

#### Kajakarstwo klasyczne
Mężczyźni
| Zawodnik       | Konkurencja | Eliminacje | Eliminacje | Półfinał | Półfinał | Finał  | Finał   | Pozycja | Źródło        |
| Zawodnik       | Konkurencja | Czas       | Pozycja    | Czas     | Pozycja  | Czas   | Pozycja | Pozycja | Źródło        |
| -------------- | ----------- | ---------- | ---------- | -------- | -------- | ------ | ------- | ------- | ------------- |
| Zaza Nadiradze | C-1 200 m   | 41,423     | 4. Q       | 40,146   | 1. FA    | 39,817 | 5.      | 5.      | [ 34 ] [ 35 ] |

### Lekkoatletyka
Mężczyźni
| Zawodnik            | Konkurencja | Finał   | Finał   | Źródło               |
| Zawodnik            | Konkurencja | Wynik   | Miejsce | Źródło               |
| ------------------- | ----------- | ------- | ------- | -------------------- |
| Dawit Charaziszwili | maraton     | 2:20,47 | 72.     | [ 36 ] [ 37 ] [ 38 ] |

Konkurencje techniczne
| Zawodnik          | Konkurencja    | Kwalifikacje | Kwalifikacje | Finał | Finał   | Źródło               |
| Zawodnik          | Konkurencja    | Wynik        | Miejsce      | Wynik | Miejsce | Źródło               |
| ----------------- | -------------- | ------------ | ------------ | ----- | ------- | -------------------- |
| Benik Abrahamian  | pchnięcie kulą | 18,72        | 31.          | NQ    | NQ      | [ 39 ] [ 40 ] [ 41 ] |
| Baczana Chorawa   | skok w dal     | 7,77         | 19.          | NQ    | NQ      | [ 42 ] [ 43 ] [ 44 ] |
| Lasza Torghwaidze | trójskok       | NM           | –            | NQ    | NQ      | [ 45 ] [ 46 ] [ 47 ] |

Kobiety
Konkurencje techniczne
| Zawodniczka         | Konkurencja | Kwalifikacje | Kwalifikacje | Finał | Finał   | Źródło               |
| Zawodniczka         | Konkurencja | Wynik        | Miejsce      | Wynik | Miejsce | Źródło               |
| ------------------- | ----------- | ------------ | ------------ | ----- | ------- | -------------------- |
| Walentina Liaszenko | skok wzwyż  | 1,80         | =32.         | NQ    | NQ      | [ 48 ] [ 49 ] [ 50 ] |

### Łucznictwo
Kobiety
| Zawodniczka                                          | Konkurencja   | Runda rankingowa | Runda rankingowa | 1/32              | 1/16             | 1/8              | Ćwierćfinał      | Półfinał         | Finał            | Finał   | Źródło               |
| Zawodniczka                                          | Konkurencja   | Punkty           | Rozstawienie     | Przeciwnik Wynik  | Przeciwnik Wynik | Przeciwnik Wynik | Przeciwnik Wynik | Przeciwnik Wynik | Przeciwnik Wynik | Pozycja | Źródło               |
| ---------------------------------------------------- | ------------- | ---------------- | ---------------- | ----------------- | ---------------- | ---------------- | ---------------- | ---------------- | ---------------- | ------- | -------------------- |
| Kristine Esebua                                      | indywidualnie | 612              | 45.              | Kumari P 4-6      | NQ               | NQ               | NQ               | NQ               | NQ               | NQ      | [ 51 ] [ 52 ] [ 53 ] |
| Iulia Lobżenidze                                     | indywidualnie | 594              | 57.              | Valencia P 4-6    | NQ               | NQ               | NQ               | NQ               | NQ               | NQ      | [ 51 ] [ 52 ] [ 53 ] |
| Chatuna Narimanidze                                  | indywidualnie | 625              | 34.              | Siczenikowa P 1-7 | NQ               | NQ               | NQ               | NQ               | NQ               | NQ      | [ 51 ] [ 52 ] [ 53 ] |
| Kristine Esebua Iulia Lobżenidze Chatuna Narimanidze | drużynowo     | 1831             | 12.              | —                 | —                | Meksyk P 0-6     | NQ               | NQ               | NQ               | NQ      | [ 54 ] [ 55 ] [ 56 ] |

### Pływanie
Mężczyźni
| Zawodnik          | Konkurencja           | Eliminacje | Eliminacje | Półfinał | Półfinał | Finał | Finał   | Źródło               |
| Zawodnik          | Konkurencja           | Czas       | Miejsce    | Czas     | Miejsce  | Czas  | Miejsce | Źródło               |
| ----------------- | --------------------- | ---------- | ---------- | -------- | -------- | ----- | ------- | -------------------- |
| Irakli Rewiszwili | 400 m stylem dowolnym | 4:00,56    | 45.        | —        | —        | NQ    | NQ      | [ 57 ] [ 58 ] [ 59 ] |

Kobiety
| Zawodniczka       | Konkurencja             | Eliminacje | Eliminacje | Półfinał | Półfinał | Finał | Finał   | Źródło               |
| Zawodniczka       | Konkurencja             | Czas       | Miejsce    | Czas     | Miejsce  | Czas  | Miejsce | Źródło               |
| ----------------- | ----------------------- | ---------- | ---------- | -------- | -------- | ----- | ------- | -------------------- |
| Teona Bostaszwili | 100 m stylem klasycznym | 1:22,91    | 43.        | NQ       | NQ       | NQ    | NQ      | [ 60 ] [ 61 ] [ 62 ] |

### Podnoszenie ciężarów
Mężczyźni
| Zawodnik          | Konkurencja | Rwanie | Rwanie  | Podrzut | Podrzut | Razem  | Pozycja | Źródło                     |
| Zawodnik          | Konkurencja | Wynik  | Pozycja | Wynik   | Pozycja | Razem  | Pozycja | Źródło                     |
| ----------------- | ----------- | ------ | ------- | ------- | ------- | ------ | ------- | -------------------------- |
| Giorgi Czcheidze  | – 105 kg    | 170 kg | 14.     | 208 kg  | DNF     | 170 kg | DNF     | [ 1 ] [ 63 ] [ 64 ] [ 65 ] |
| Lasza Talachadze  | + 105 kg    | 215 kg | 2.      | 258 kg  | 1.      | 473 kg | 1.      | [ 1 ] [ 2 ] [ 3 ] [ 4 ]    |
| Irakli Turmanidze | + 105 kg    | 207 kg | 4.      | 241 kg  | =4.     | 448 kg | 3.      | [ 1 ] [ 16 ] [ 3 ] [ 4 ]   |

Kobiety
| Zawodniczka        | Konkurencja | Rwanie | Rwanie  | Podrzut | Podrzut | Razem  | Pozycja | Źródło                     |
| Zawodniczka        | Konkurencja | Wynik  | Pozycja | Wynik   | Pozycja | Razem  | Pozycja | Źródło                     |
| ------------------ | ----------- | ------ | ------- | ------- | ------- | ------ | ------- | -------------------------- |
| Anastasija Hotfrid | + 75 kg     | 113kg  | 11.     | 135 kg  | 12.     | 248 kg | 12.     | [ 1 ] [ 66 ] [ 67 ] [ 68 ] |

### Strzelectwo
Mężczyźni
| Zawodnik           | Konkurencja                | Kwalifikacje | Kwalifikacje | Finał | Finał   | Źródło               |
| Zawodnik           | Konkurencja                | Wynik        | Pozycja      | Wynik | Pozycja | Źródło               |
| ------------------ | -------------------------- | ------------ | ------------ | ----- | ------- | -------------------- |
| Cotne Maczawariani | pistolet pneumatyczny 10 m | 574          | 29.          | NQ    | NQ      | [ 69 ] [ 70 ] [ 71 ] |
| Cotne Maczawariani | pistolet dowolny 50 m      | 552          | 15.          | NQ    | NQ      | [ 72 ] [ 73 ] [ 74 ] |

Kobiety
| Zawodniczka     | Konkurencja                | Kwalifikacje | Kwalifikacje | Półfinał | Półfinał | Finał | Finał   | Źródło               |
| Zawodniczka     | Konkurencja                | Wynik        | Pozycja      | Wynik    | Pozycja  | Wynik | Pozycja | Źródło               |
| --------------- | -------------------------- | ------------ | ------------ | -------- | -------- | ----- | ------- | -------------------- |
| Nino Salukwadze | pistolet pneumatyczny 10 m | 377          | 34.          | —        | —        | NQ    | NQ      | [ 75 ] [ 76 ] [ 77 ] |
| Nino Salukwadze | pistolet sportowy 25 m     | 584          | 3. Q         | 14       | 6.       | NQ    | NQ      | [ 78 ] [ 79 ] [ 80 ] |

### Szermierka
Mężczyźni
| Zawodnik       | Konkurencja          | 1/16             | 1/8              | Ćwierćfinał      | Półfinał         | Finał/BM         | Finał/BM | Źródło               |
| Zawodnik       | Konkurencja          | Przeciwnik Wynik | Przeciwnik Wynik | Przeciwnik Wynik | Przeciwnik Wynik | Przeciwnik Wynik | Pozycja  | Źródło               |
| -------------- | -------------------- | ---------------- | ---------------- | ---------------- | ---------------- | ---------------- | -------- | -------------------- |
| Sandro Bazadze | szabla indywidualnie | Agresta W 15-3   | Kim J-h P 14-15  | NQ               | NQ               | NQ               | NQ       | [ 81 ] [ 82 ] [ 83 ] |

### Tenis ziemny
Mężczyźni
| Zawodnik             | Konkurencja    | 1/32                         | 1/16             | 1/8              | Ćwierćfinał      | Półfinał         | Finał/BM         | Finał/BM | Źródło               |
| Zawodnik             | Konkurencja    | Przeciwnik Wynik             | Przeciwnik Wynik | Przeciwnik Wynik | Przeciwnik Wynik | Przeciwnik Wynik | Przeciwnik Wynik | Pozycja  | Źródło               |
| -------------------- | -------------- | ---------------------------- | ---------------- | ---------------- | ---------------- | ---------------- | ---------------- | -------- | -------------------- |
| Nikoloz Basilaszwili | gra pojedyncza | Cuevas P 3:6, 7:6(10:8), 3:6 | NQ               | NQ               | NQ               | NQ               | NQ               | NQ       | [ 84 ] [ 85 ] [ 86 ] |

### Zapasy
Mężczyźni
Styl wolny
| Zawodnik                 | Konkurencja | Eliminacje       | 1/8              | Ćwierćfinał      | Półfinał         | Repasaż 1        | Repasaż 2        | Finał/BM         | Finał/BM | Źródło               |
| Zawodnik                 | Konkurencja | Przeciwnik Wynik | Przeciwnik Wynik | Przeciwnik Wynik | Przeciwnik Wynik | Przeciwnik Wynik | Przeciwnik Wynik | Przeciwnik Wynik | Miejsce  | Źródło               |
| ------------------------ | ----------- | ---------------- | ---------------- | ---------------- | ---------------- | ---------------- | ---------------- | ---------------- | -------- | -------------------- |
| Wladimer Chinczegaszwili | - 57 kg     | BYE              | Sanaa W 4-3      | Əliyev W 5-3     | Dubow W 8-4      | BYE              | BYE              | Higuchi W 4-3    | 1.       | [ 5 ] [ 6 ] [ 7 ]    |
| Zurabi Iakobiszwili      | - 65 kg     | BYE              | Daniel W 2-1     | Chamizo P 3-4    | NQ               | NQ               | NQ               | NQ               | 10.      | [ 87 ] [ 88 ] [ 89 ] |
| Iakob Makaraszwili       | - 74 kg     | BYE              | Iwanow W 13-8    | Həsənov P 0-11   | NQ               | —                | NQ               | NQ               | 11.      | [ 90 ] [ 91 ] [ 92 ] |
| Sandro Aminaszwili       | - 86 kg     | BYE              | Baranowski P 1-3 | NQ               | NQ               | —                | NQ               | NQ               | 14.      | [ 93 ] [ 94 ] [ 95 ] |
| Elizbar Odikadze         | - 97 kg     | BYE              | Kietojew W 8-1   | Ibragimow W 6-1  | Snyder P 4-9     | BYE              | BYE              | Saritow P 0-10   | 5.       | [ 96 ] [ 97 ] [ 98 ] |
| Geno Petriaszwili        | - 125 kg    | Kumczew W 10-0   | Zasiejew W 11-6  | Ghasemi P 4-4    | NQ               | BYE              | Jarvis W 6-2     | Dlagnev W 10-0   | 3.       | [ 17 ] [ 18 ] [ 19 ] |

Styl klasyczny
| Zawodnik             | Konkurencja | Eliminacje        | 1/8              | Ćwierćfinał      | Półfinał         | Repasaż 1        | Repasaż 2        | Finał/BM         | Finał/BM | Źródło                  |
| Zawodnik             | Konkurencja | Przeciwnik Wynik  | Przeciwnik Wynik | Przeciwnik Wynik | Przeciwnik Wynik | Przeciwnik Wynik | Przeciwnik Wynik | Przeciwnik Wynik | Miejsce  | Źródło                  |
| -------------------- | ----------- | ----------------- | ---------------- | ---------------- | ---------------- | ---------------- | ---------------- | ---------------- | -------- | ----------------------- |
| Szmagi Bolkwadze     | - 66 kg     | BYE               | Välimäki W 3-0   | Nouruzi W 3-0    | Štefanek P 0-5   | —                | BYE              | Inoue W 3-0      | 3.       | [ 13 ] [ 14 ] [ 15 ]    |
| Zurab Datunaszwili   | - 75 kg     | Kartykow P 0-2    | NQ               | NQ               | NQ               | —                | NQ               | NQ               | 18.      | [ 99 ] [ 100 ] [ 101 ]  |
| Robert Kobliaszwili  | - 85 kg     | Leyva W 5-0       | Kudla P 1-1      | NQ               | NQ               | NQ               | NQ               | NQ               | 9.       | [ 102 ] [ 103 ] [ 104 ] |
| Rewazi Nadareiszwili | - 98 kg     | BYE               | Guri P 2-3       | NQ               | NQ               | —                | NQ               | NQ               | 10.      | [ 105 ] [ 106 ] [ 107 ] |
| Iakobi Kadżaia       | - 130 kg    | Soghomonyan W 4-0 | Czernecki W 5-0  | Siemionow P 0-3  | NQ               | —                | NQ               | NQ               | 7.       | [ 108 ] [ 109 ] [ 110 ] |